# Blue Cats Ieper
Blue Cats Ieper is een Belgische basketbalclub uit Ieper, die uitkomt in de Eerste landelijke klasse van de damescompetitie. De club speelt haar thuiswedstrijden in de Stedelijke Sporthal 2 in de gemeente.

## Palmares
- Eerste klasse basketbal dames (België)

Winnaar (1x): 2012
- Beker van België

Winnaar (1x): 2012
Beker van Vlaanderen 2018

## Bekende oud-spelers
- Kim Mestdagh
- Hanne Mestdagh
- Emma Meesseman
- Julie Vanloo
- Elise Ramette